# 주베이짱
《주베이짱》(十兵衛ちゃん)은 다이치 아키타로(大地丙太郎) 감독(후르츠 바스켓, 츠키카게 란)이 만든 일본의 액션 코미디 애니메이션이다. 주인공은 여중생 나노하나 지유로, 뜻하지 않게 야규 주베에의 계승자가 된다. 이 시리즈는 마법소녀 스타일을 따르고 있으며, 작품 내 등장하는 러블리 안대는 주인공에게 힘을 부여하는 원천이 된다.
쥬베이짱은 텔레비전 시리즈로 총 두 편이 나왔다. 1999년 4월 5일 1편 '러블리 안대의 비밀'이, 2004년 1월 7일 2편 '시베리아 야규의 역습'이 방영되었다. 1편에는 우연히 야규 쥬베이의 힘을 손에 넣은 주인공을 둘러싼 야규와 류조지 가 사이의 원한이 그려지고 있으며, 2편에는 야규 쥬베이의 딸이자 스스로를 러블리 안대의 정통 계승자로 칭하는 야규 후리샤가 등장한다.
1, 2편 공히 일본 애니맥스가 전 세계 보급을 맡았다. 대한민국에는 1편보다 2편이 먼저 방영되었는데, 2편은 투니버스가, 1편은 대한민국 애니맥스가 방영을 담당했다. 북미판의 경우 1편의 판권은 반다이 엔터테인먼트가, 2편은 제네온 엔터테인먼트가 소유했다.

## 줄거리

### 쥬베이짱: 러블리 안대의 비밀
시리즈 첫째 작품인 쥬베이짱: 러블리 안대의 비밀(十兵衛ちゃん: ラブリー眼帯の秘密)은 야규 쥬베이와 류조지 가문의 갈등을 그리고 있다. 야규 쥬베이가 류조지 일가의 최강자를 쓰러뜨림으로써 둘 사이의 대립 관계는 300년 전 종결된 것으로 보였다. 그러나 격투 중 입은 상처로 인해 쥬베이는 제자 고이노스케에게 '포동포동하고 빵빵한' 자를 찾아 후계자로 삼으라는 뜻 모를 유언을 남기고 숨을 거둔다. 한편 류조지 혈족은 복수를 꿈꾼다.
300년 후 고이노스케는 전 세계를 떠돈 끝에 현대 일본의 한 시골에 사는 나노하나 지유라는 여자아이를 후계자로 한눈에 지목한다. 고이노스케는 스승의 유품 러블리 안대를 지유에게 끊임없이 건네주려 하지만 지유는 계속 거절한다. 오직 류조지 혈족이 자신을 공격할 때에만 안대를 착용한다

### 쥬베이짱: 시베리아 야규의 역습
두 번째 작품 쥬베이짱: 시베리아 야규의 역습(十兵衛ちゃん: シベリア柳生の逆襲)은 전작 종영 후 5년의 공백 후 방영되었다. 북방 야규는 에도 야규에 의해 시베리아로 쫓겨났고 자신들의 이름을 시베리아 야규로 개명한다. 에도 야규의 수장은 시베리아 야규의 두목 레사이 키타를 암살하라는 지령을 야규 쥬베이에게 내린다. 내키지 않는 지령에도 어쩔 수 없이 시베리아로 건너 온 쥬베이는 거기서 한 여인을 사랑하게 되고 딸 후리샤를 얻는다. 이후 레사이 키타와 한판 승부를 벌이게 되는 와중에 그의 아내와 딸이 물에 빠지게 되었고, 후리샤는 얼음 속에 갇혀 300년을 지내게 된다.
뒤늦게 아버지가 자신에게 안대를 건네지 않고 지유가 안대의 계승자가 되었다는 사실에 분노한 후리샤는 지유를 추적하여 그녀에게 자신이 받았던 고통을 그대로 돌려주려고 한다. 한편 시베리아 야규의 잔당들은 300년 묵은 원한을 쥬베이의 계승자에게 갚아 주려고 한다.
1편의 모험에서 1년의 시간이 흐른 뒤 지유는 평화로운 일상으로 돌아왔지만, 우연치 않게 만난 코흘리개 아유노스케가 익숙한 안대를 손에 쥐고 있는 것을 목격하게 되며, 새로운 모험은 다시 시작된다.

## 주요 등장인물
나노하나 지유
14세의 여중생으로, 1편 러블리 안대의 비밀 1화에서 새로운 학교로 전학을 왔다. 밝은 성격의 소유자이며 아버지와 친하다. 볼륨있는 몸매 때문에 다니게 되는 학교의 남학생들에게 인기를 끌게 된다. 하트 모양의 러블리 안대를 착용하면 야규 쥬베이의 환신이 된다.
2편 시베리아 야규의 역습은 1년 뒤를 다루고 있다. 지유는 1편에서 있었던 일을 잊어버리려고 노력하고 있지만 새로운 갈등 사이에 휩싸이게 된다.
나노하나 사이
지유의 아버지로, 사무라이 역사 소설을 쓰는 대필 작가이다. 딸인 지유를 매우 아끼며, 쥬베이라는 별명으로 부른다. 고인이 된 아내가 죽어갈 때 옆에서 지켜보지 못했다는 것 때문에 죄책감을 느끼고 있다. 아내를 잃은 후 딸에게 보다 좋은 아버지가 되겠다는 결심을 하며, 재택 근무를 하기 시작한다.
2편에서는 딸의 요청으로 대필 작가가 아니라 스스로의 이름을 걸고 작품을 쓰기 시작한다.
오다고 고이노스케
야규 쥬베이의 시종으로, 300년 동안 스승의 유언에 맞는 계승자를 찾기 위해 세계를 떠돌아 다녔다. 지유를 스승의 후임자로 지목하고 옆에서 보좌하는 역할을 맡는다. 코믹한 캐릭터이지만, 선한 본성을 가진 동시에 과거 스승과 현세대의 주인에게 충성을 다 하는 모습을 보인다.
야규 프리샤
2편에서 등장하는 지유의 라이벌. 사실 그녀는 야규 쥬베이의 친딸로 얼음 속에 갇혀 수백 년 동안 잠들어 있었다. 스스로를 야규 가의 적자이자 러블리 안대의 진짜 주인이라고 생각하며 지유에게서 안대를 빼앗으려 한다. 자신이 겪은 고통을 지유에게 그대로 돌려주려고 한다. 후리샤는 러블리 안대 대신 스페이드 모양의 안대를 사용하며, 이를 착용하면 평범한 여자아이에서 야규 쥬베이 2세로 변신하게 된다.
오다고 아유노스케
고이노스케의 유일한 혈육으로 야규 쥬베이를 보좌하는 역할을 이어받는다. 300년 동안 아유노스케는 아버지가 돌아오기를 기다리고 있었다. 지유가 1편 마지막에 고이노스케에게 돌려 주었던 러블리 안대를 발견하고 아버지가 임무 수행에 실패했음을 깨달았으며, 대타 역할을 맡게 된다. 고이노스케와는 달리 아유노스케는 민첩한 닌자의 모습을 보여준다. 지유가 러블리 안대의 주인이 되기를 거부함에도 불구하고 아유노스케는 지유가 계속 야규 쥬베이의 현신으로 남기를 바란다.

## 성우진

### 쥬베이짱: 러블리 안대의 비밀
- 나노하나 지유: 고니시 히로코 / 이용신
- 마루야마 쇼코: 이코마 하루미 / 이진화
- 나노하나 사이: 후지와라 케이지 / 박기량
- 코조, 코자루: 이와츠보 리에 / 이향숙
- 고이노스케: 오키아유 료타로 / 사성웅
- 류조지 하지메, 류조지 시로: 나카자키 타츠야 정재헌, 양석정
- 산본마츠 반타로: 우에다 유지 / 최정호
- 시라하타마루 오토메: 사이토 아야카
- 다이초, 오자루: 니시무라 치나미 / 이진화
- 야규 쥬베이: 오쿠라 히사히로
- 오자키 코시로: 다카하시 고지
- 미카게 츠무라: 야스하라 레이코
- 도야마 고우: 스즈키 신지
- 류조지 고다이: 마츠야마 다카시
- 덴치 무요노스케: 가시와쿠라 츠토무

### 쥬베이짱: 시베리아 야규의 역습
- 나노하나 지유: 호리에 유이 / 이용신
- 야규 프리샤 : 나카야마 에리나 / 이현진
- 오다게 아유노스케: 사이토 아야카 / 여민정
- 오자루: 니시무라 치나미 / 정혜옥
- 류노데라 시로: 오오츠 히로키 / 신용우
- 나노하나 사이: 후지와라 케이지 / 김기흥
- 니자에몬 화이트 타이거: 야베 마사시 / 현경수
- 고자루: 아타라시 나츠요 / 한채언
- 미카게 츠무라: 야스하라 레이코 / 한채언
- 기타후로: 마에다 다케시 / 김장
- 시모다이라 다페이: 타케모토 에이지 / 손종환
- 산페이 하무도: 시모자키 히로시 / 시영준

## 방영 목록
- 쥬베이짱: 러블리 안대의 비밀
  - 1화 : 2대 야규 쥬베이의 탄생
  - 2화 : 그대의 적에게 반해 있었다
  - 3화 : 남자의 마음이 흔들리고 있었다
  - 4화 : 뒤로는 되돌아 갈 수 없는 길이었다
  - 5화 : 적이 추억을 가져오다
  - 6화 : 어제의 친구가 적이었다
  - 7화 : 무심코 극의를 깨닫다
  - 8화 : 머리에 이런 것을 붙여 보았다
  - 9화 : 사랑을 예감한 아버지였다
  - 10화 : 노력한 것이 여기까지였다
  - 11화 : 하지만 길이 잘못되었다
  - 12화 : 모르는 딸과 만나다
  - 13화 : 밤이 밝으니 아침이 왔다

- 쥬베이짱: 시베리아 야규의 역습
  - 1화 : 지구의 어딘가가 녹고 있었다
  - 2화 : 우연히 운명이 찾아왔다
  - 3화 : 필요없는 것을 버리고 있었다
  - 4화 : 줄곧 돌아오지 않는 아버지였다
  - 5화 : 가짜 가족에 안도하고 있었다
  - 6화 : 어제의 친구가 적이었다
  - 7화 : 베여 떨어져 사라져 갔다
  - 8화 : 지고서도 미소짓고 있었다
  - 9화 : 언젠가 겨루었던 검이었다
  - 10화 : 그날의 나로 돌아왔다
  - 11화 : 진로를 정할 때였다
  - 12화 : 마음이 비었을 뿐이었다
  - 13화 : 스페이드 하트는 둥글었다

## 미디어

### 주제가
쥬베이짱 -러블리 안대의 비밀-
닫는 곡《Forever》
노래：소녀대/작사：亜伊林(미우라 요시코)/작곡：도쿠라 슌이치
쥬베이짱2 -시베리아 야규의 역습-
닫는 곡《心晴れて夜も明けて》(마음이 맑아지고 날도 밝아지고)
노래：호리에 유이/작사, 작곡：오카자키 리츠코/편곡：마스다 도시오
삽입곡《凪 ~Peace of Mind~》
노래：오카자키 리츠코/작사, 작곡：오카자키 리츠코/편곡：마스다 도시오

### 음악 CD
마음이 밝아지고 날도 맑아지고(心晴れて 夜も明けて)
- 발매일: 2004년 2월 4일
- 가격: 1050엔
- 발매원: 킹 레코드